# 毛正坦
毛正坦（？—？），湖北麻城人，是一名清朝政治人物。
毛正坦曾于1830年接替陈玉成任宝山县知县一职，1833年由张连茹接任。